# 蕭祐
萧祐（8世纪？—828年），又作萧祜，字祐之，唐朝官员，出自兰陵萧氏。
萧祐年轻时贫困。耿介正直刻苦学习，事亲以孝闻名。司农卿李实督促百姓交纳官租，萧祐居丧，未及交纳，李实召见他，将要责备他。正好有皇帝的赏赐，萧祐代写奏章，李实称道，推荐于朝。守孝期满，以隐士征拜左拾遗。官至考功郎中。萧祐博雅好古，非常喜欢图画。通晓前代钟繇、王羲之遗法，萧子云、张僧繇笔势，辨别真伪排序，编成二十卷，元和十四年（819年）九月初三，考功郎中萧祐进献古画、古书二十卷。唐宪宗下诏嘉赏，授兵部郎中。出任为虢州刺史，入朝为太常少卿，转任谏议大夫。一个月后，为桂州刺史、御史中丞、桂管防御观察使。太和二年（828年）八月，在任上去世，赠右散骑常侍。著有《无射商九调谱》一卷。萧祐平易恬静、闲静淡泊，善于鼓琴赋诗，书画都很绝妙。神游林壑，终日咏唱诗歌，名人高士，多与他交游。给事中韦温与他结为林泉之友，称他为“山林友”。